# Alcest
Alcest — французький пост-блек-метал і шугейз-гурт з Баньоль-сюр-Сез.
Заснований Neige у 1999 році як сольний блек-метал проєкт, згодом перетворився на тріо, але після випуску першого демо в 2001 році його учасники Aegnor і Argoth покинули гурт, залишивши Neige знову як єдиного учасника.
Це ознаменувало зміну в стилі — наступні релізи Alcest частіше описуються як шугейзинг, змішування року та металу, в тому числі блек- і постметалу.

## Історія
Alcest був створений як сольний проєкт Neige в 1999 році. Невдовзі проєкт перетворився на блек-метал тріо, що складалося з Neige (вокал, ритм- та акустична гітари, ударні), Argoth (бас) і Aegnor (лід-гітара).
У 2001 році група випустила 4-контактну демо-касету під назвою «Tristesse Hivernale» на Drakkar Productions. Незабаром гурт знову став проєктом однієї людини.
EP «Le secret», котрий був випущений у травні 2005 року, і був записаний у новому жанрі.
Після того, як був підписаний контракт з Prophecy Productions в березні 2007 року, Alcest у серпні того ж року випускають дебютний альбом «Souvenirs d'un autre monde».
2009 року, після восьми років самостійної роботи Neige, до проєкту приєднався барабанщик Winterhalter з Les Discrets (і раніше Peste Noire) для запису альбому.
Другий альбом гурту «Écailles de lune» був випущений 29 березня 2010.
Третій альбом гурту під назвою «Les Voyages De L'Âme», був випущений 6 січня 2012 року.
Четвертий альбом — «Shelter» був виданий 17 січня 2014 через Prophecy Productions.
А 30 вересня 2016 року був випущений п'ятий альбом — «Kodama», котрий був дуже тепло прийнятий фанатами.
Alcest відіграли великий концертний тур по всьому світу. Концерт у Києві на підтримку цього альбому відбувся 30 березня 2017 року в клубі Monte Ray Club.

## Ідея
Коли був дитиною, Neige багато мріяв, перебуваючи в контакті з «далекою країною», яку він зазвичай називає «Чарівною». Alcest є музичною адаптацією дитячих мрій Neige. Neige хоче, щоб людина, слухавши його пісні, переносилася в той чарівний світ. Ця ідея вперше була введена на мініальбомі «Le Secret». Альбом «Souvenirs d'un autre monde» повністю присвячений цій ідеї.

## Склад
- Neige — вокал, гітари, клавішні, бас, ударні
- Winterhalter — ударні (з 2009)

###### Колишні учасники
- Argoth — бас (2000—2001)
- Aegnor — гітара (2000—2001)[2]

## Дискографія
- 2000 — Tristesse Hivernale (Demo)

- 2005 — Le Secret (EP)
- 2007 — Souvenirs d'un autre monde
- 2010 — Écailles de Lune
- 2012 — Les Voyages de l'Âme
- 2014 — Shelter
- 2016 — Kodama
- 2019 — Protection (EP)
- 2019 — Spiritual Instinct[3]
- 2024 — Les Chants de l'Aurore